# Aduarder Voorwerk
Aduarder Voorwerk is een buurtje in de gemeente Westerkwartier in de Nederlandse provincie Groningen. Het ligt aan de noordzijde van het van Starkenborghkanaal, iets ten oosten van Aduard en iets ten westen van Steentil. Er staan vier boerderijen op een rij langs de weg.
De naam voorwerk verwijst naar het voormalige klooster van Aduard. Een voorwerk, elders ook wel uithof genoemd, was een buitenbezitting van het klooster. Het Aduarder voorwerk werd ook wel het 'Oude Voorwerk' genoemd, waar het iets noordelijker gelegen Fransumer Voorwerk ook wel het 'Nieuwe Voorwerk' werd genoemd. De vroegere aanwezigheid is nog terug te zien in het feit dat het terrein enigszins verhoogd ligt. Dit is echter alleen aan noordoostzijde (nabij Steentil) goed te zien vanaf de weg. De vier boerderijen werden na de reductie gebouwd. De meest westelijke is de kop-hals-rompboerderij Rekamp.

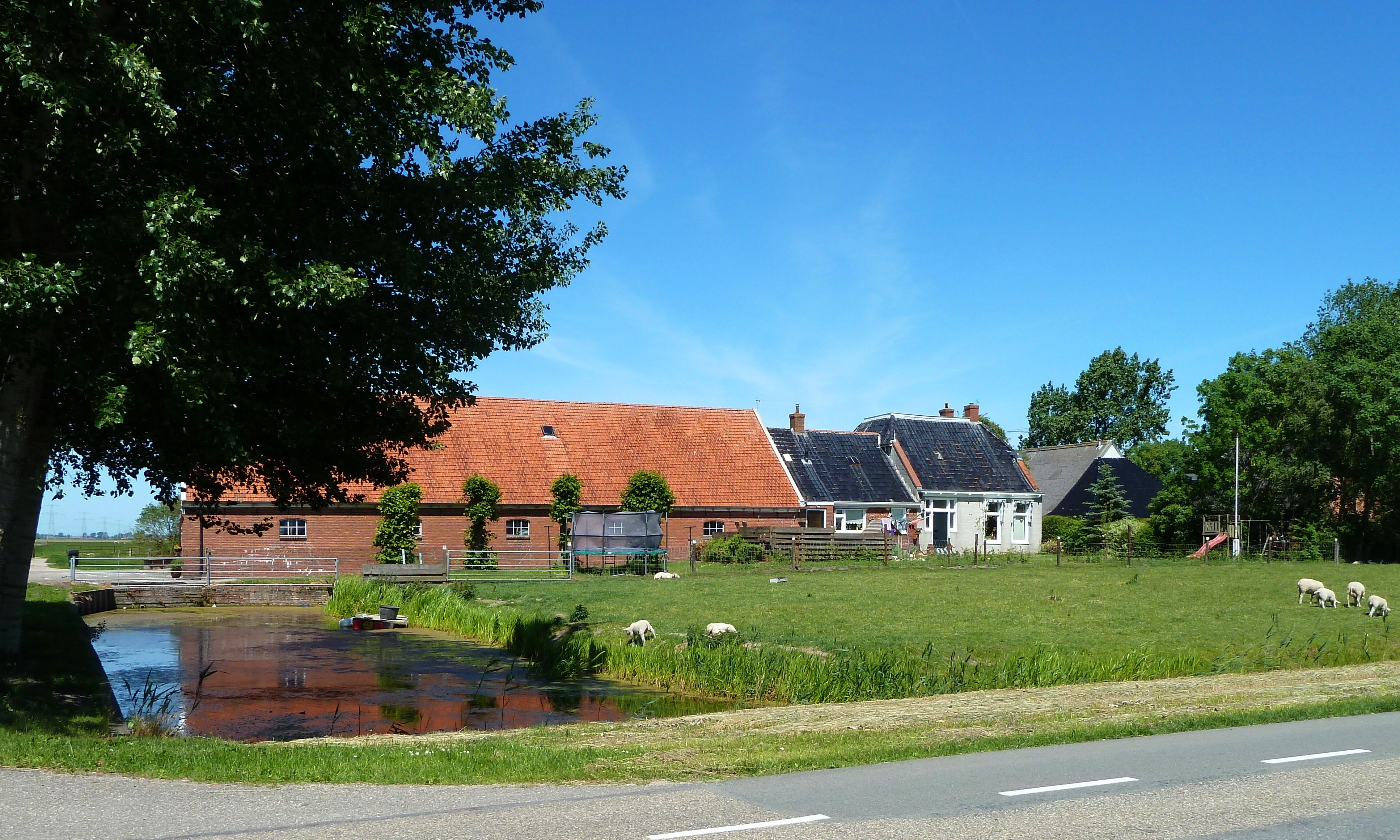
Westelijk aanzicht: Boerderij Rekamp
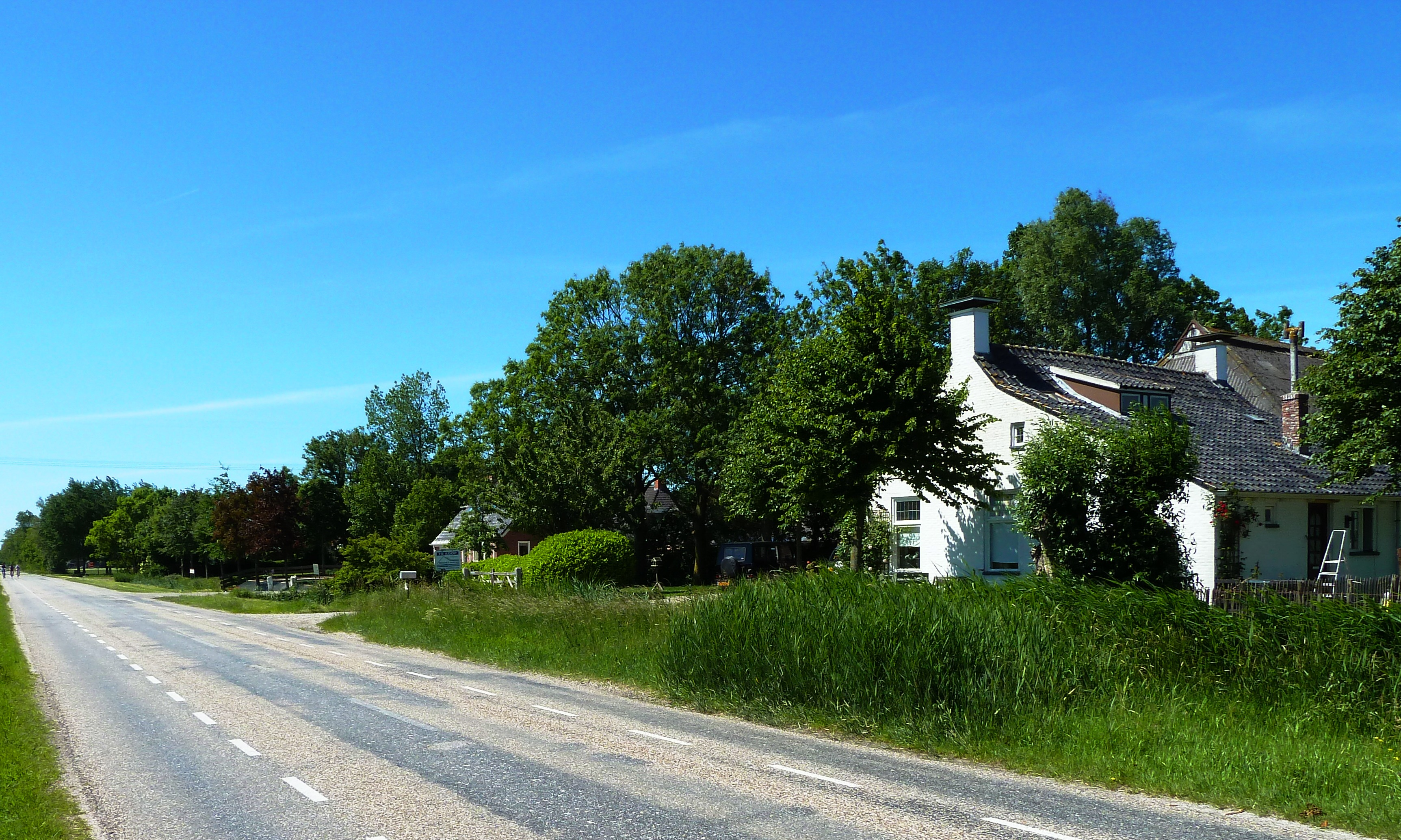
Oostelijk aanzicht: Boerderij met gevelankers met jaartal 1736